# 橋本英二
橋本 英二（はしもと えいじ、1955年〈昭和30年〉12月7日 - ）は、日本の実業家。日本製鉄代表取締役会長、日本経済団体連合会副会長。

## 来歴
熊本県球磨郡錦町西指杉出身。実家は小売業を営んでいたが貧しく、中学にあがるまで靴を履いたことがない生活であった。
錦町立錦中学校、熊本県立人吉高等学校、一橋大学商学部卒業。第8回一橋祭で運営委員会委員長、同期委員にテレビプロデューサー土屋敏男や肥塚見春元髙島屋代表取締役などがいる。
1979年新日本製鐵入社、1988年ハーバード大学ケネディ行政大学院を卒業して公共政策修士（専門職）、帰国後に釜石製鉄所などで直言型性格から上司と対立し、当時傍流の海外営業勤務となる。2009年 執行役員厚板事業部長、建材事業部長、2013年 新日鐵住金常務執行役員、2015年 常務執行役員グローバル事業推進本部副本部長、グローバル事業推進本部ウジミナスプロジェクトリーダー、2016年 代表取締役副社長グローバル事業推進本部長、2019年 代表取締役社長、2024年 代表取締役会長CEO。社長就任から約3年で、国内製鉄事業が4期連続赤字から回復した。
2020年 日本鉄鋼連盟会長、2021年 日本経済団体連合会副会長、2023年 国土交通省交通政策審議会会長。